# Örebro Läns Fotbollförbund
Örebro Läns Fotbollförbund (Örebro Läns FF) är ett av de 24 distriktsförbunden under Svenska Fotbollförbundet. Örebro Läns FF administrerar de lägre serierna för seniorer och ungdomsserierna i Örebro län.

## Serier
Örebro Läns FF administrerar följande serier:

### Herrar
- Division 4 - en serie
- Division 5 - två serier
- Division 6 - två serier
- Division 7 - tre serier
- Division 8 - fyra serier

### Damer
- Division 3 - en serie
- Division 4 - en serie

### Övriga serier
- Ungdomsserier
- Reservlagsserier